# Benedict Heinrich Bendix
Benedict Heinrich Bendix, auch Bendig, ab 1825 Bendemann (* 1768 in Berlin; † 3. Januar 1828 ebenda), war ein deutsch-jüdischer Zeichner und Kupferstecher in Berlin.

## Leben

Exlibris Isaac Euchel, gestochen von Benedix

Er war der Sohn des Berliner Schutzjuden Hirsch Nathan Bendig (1740–1798) und der Frommeth Friedländer (1740–1814), Schwester von David Friedländer. Er war ein Schüler von Gottfried Daniel Berger, vielleicht auch vom Berliner Hofmaler Johann Christoph Frisch, denn er war mehrfach mit Kupferstichen nach Frisch auf Ausstellungen der Preußischen Akademie der Künste vertreten.
Bendix war 1807 zunächst Lehrer an der Zeichenschule des Moses Hirsch Bock, von 1822 bis 1825 als Nachfolger von I. B. Aron Zeichenlehrer an der 1796 von seinem Onkel David Friedländer gegründeten Jüdischen Freischule Berlin und zuletzt von 1825 bis 1828 an der erst 1825 eröffneten jüdischen Gemeindeschule, aus der einige später bekannte Künstler hervorgingen.
Zu seinen Werken gehören u. a. Blätter mit Medaillons von Napoleon Bonaparte, dem preußischen König Friedrich Wilhelm III. und dem russischen Zaren Alexander I. und deren Ehefrauen sowie Bildnisse bekannter Persönlichkeiten wie Johann Friedrich Reichardt (1791) und Friedrich Gedike (1803).
Er fertigte aber auch die Bildnisse namhafter jüdischer Persönlichkeiten wie dem Philosophen und Aufklärer Moses Mendelssohn (1797), dem des Berliner Chasan und Gemeindesekretärs Aaron Beer (1808), des Philosophen Marcus Herz (1795), des Naturforschers Marcus Élieser Bloch (1794), des „Judenmajors“ Meno Burg (1815/20) und des Mathematikers Abraham Wolff (1797), Freund von Moses Mendelssohn.
Bendix war mit dem jüdischen Aufklärer Isaac Abraham Euchel befreundet, von dessen Grabmal er einen Kupferstich fertigte. Er war Gründungsmitglied (Nr. 6) des 1792 in Berlin gegründeten jüdischen Hilfsvereins Gesellschaft der Freunde, war 1802 deren außerordentlicher Beisitzer und trat im Dezember 1827 nur wenige Tage vor seinem Tod aus. Wegen starker seelischer Depressionen ging er am 3. Januar 1828 in den Freitod.
Während seine beiden Brüder gleich nach dem preußischen Judenedikt von 1812 den Namen Bendemann annahmen, behielt er zunächst seinen Namen bei und nahm erst 1825 den Namen Bendemann an. Sein Neffe war der Maler Eduard Bendemann, Sohn des Bruders Aaron Hirsch Bendix (1775–1866), ab 1812 Anton Heinrich Bendemann. Der andere Bruder war der Bankier Abraham Hirsch Bendix (1769–1857), der sich ab 1812 August Heinrich Bendemann nannte.